# Olivier Ntcham
Olivier Ntcham, né le 9 février 1996 à Longjumeau, est un footballeur international camerounais. Il évolue au poste de milieu de terrain au Samsunspor.

## Biographie

### Jeunesse et formation
Né des parents camerounais à Longjumeau, Ntcham commence le football à Chennevières-sur-Marne. En 2006, Ntcham part vivre deux ans au Canada avec sa famille où il évolue pendant deux saisons, principalement en futsal, à l'Association de soccer du Sud-Ouest de Montréal (ASSOM), un petit club de l'arrondissement montréalais Le Sud-Ouest.

### Parcours en club

#### Manchester City et prêt au Genoa
Ntcham rejoint Manchester City en 2012 en provenance du club français du Havre AC pour une somme estimée à un million d'euros,. En 2013, il signe son premier contrat professionnel, d'une durée de quatre ans. Durant la saison 2014-2015, Ntcham aide la réserve de Manchester City entraînée par Patrick Vieira à gagner la Premier League International Cup en jouant dans tous les matchs de la compétition.
En 2015, le club anglais le prête au Genoa CFC pour deux saisons avec une option d'achat. Il fait ses débuts professionnels le 23 août 2015, lors d'une défaite 1-0 face à Palerme. Dès ses premiers matchs, il se fait remarquer grâce à ses bonnes prestations pour son jeune âge.
Au sortir d'une saison 2016-2017 aboutie, le Genoa ne lève pas l'option d'achat et il signe au Celtic FC pour un montant d'environ cinq millions d'euros.

#### Celtic FC
Il joue dès les premiers matchs de la saison 2017-2018 et inscrit entre autres un but pendant le match de barrage de la Ligue des champions. Le Celtic FC se qualifie alors pour la phase de poule.

#### Prêt à l'Olympique de Marseille
Le 1er février 2021, Ntcham rejoint l’Olympique de Marseille en prêt pour le reste de la saison 2020-2021, accompagné d’une option d’achat fixée à 5 millions d’euros. L’entraîneur André Villas-Boas, qui avait informé le conseil d'administration de l’OM qu'il ne voulait pas du joueur, a présenté sa démission le lendemain en réponse à la signature de Ntcham et a été limogé quelques heures plus tard pour avoir critiqué publiquement le conseil d'administration du club. Il ne jouera que six matchs avec le club olympien et son option d'achat n'est pas levée.

#### Retour au Celtic
L'AEK Athènes FC souhaitait prendre le joueur libre avant que le Celtic ne demande une indemnité de transfert en juin 2021; il est donc toujours un joueur du Celtic.

#### Swansea City
Le 31 août 2021, Ntcham rejoint Swansea FC pour une durée de trois ans.

#### Samsunspor
Le 7 août 2023, Ntcham s'engage pour trois saisons en faveur du club turc de Samsunspor, tout juste promu en Süper Lig.

### Parcours en sélection

#### Avec les équipes de France jeunes
Il est convoqué dans chacune des catégories de jeunes (-16 ans jusqu'à Espoirs). Début juin 2017, il est appelé en équipe de France espoirs, pour remplacer Jean-Victor Makengo, victime d'une blessure et participe à deux matches amicaux.

#### Avec le Cameroun
En mai 2022, déjà âgé 26 ans, Olivier Ntcham finalement décide de représenter la patrie de ses parents, le Cameroun.  Le mois suivant, Ntcham honore à sa première convocation avec les lions indomptables, sous l'air de Rigobert Song, pour les matchs de qualification pour la Coupe d'Afrique des Nations 2023. En fait, leur match face au Kenya est annulé, et face au Burundi, il reste sur le banc.
Le 23 septembre 2022, Ntcham fait finalement ses débuts pour le Cameroun, en amical contre l'Ouzbékistan. Titularisé, sa nation s'incline à l'extérieur (0-2).
Le 10 novembre 2022, il est sélectionné par Rigobert Song pour participer à la Coupe du monde 2022.
Le 28 décembre 2023, il est retenu dans la liste des vingt-sept joueurs camerounais sélectionnés pour disputer la Coupe d'Afrique des nations 2023.

## Statistiques
| Saison                | Club                          | Championnat           | Championnat | Championnat | Coupe nationale | Coupe nationale | Coupe de la Ligue | Coupe de la Ligue | Supercoupe | Supercoupe | Compétition(s) continentale(s) | Compétition(s) continentale(s) | Compétition(s) continentale(s) | Total | Total |
| Saison                | Club                          | Division              | M.          | B.          | M.              | B.              | M.                | B.                | M.         | B.         | Comp.                          | M.                             | B.                             | M.    | B.    |
| 2015-2016             | Genoa CFC (prêt)              | Serie A               | 17          | 0           | 1               | 0               | -                 | -                 | -          | -          | -                              | -                              | -                              | 18    | 0     |
| 2016-2017             | Genoa CFC (prêt)              | Serie A               | 20          | 3           | 3               | 0               | -                 | -                 | -          | -          | -                              | -                              | -                              | 23    | 3     |
| Sous-total            | Sous-total                    | Sous-total            | 37          | 3           | 4               | 0               | -                 | -                 | -          | -          | -                              | -                              | -                              | 41    | 3     |
| 2017-2018             | Celtic FC                     | Premier League        | 30          | 5           | 5               | 3               | 2                 | 0                 | -          | -          | C1+C3                          | 9+2                            | 1+0                            | 48    | 9     |
| 2018-2019             | Celtic FC                     | Premier League        | 20          | 3           | 1               | 0               | 4                 | 0                 | -          | -          | C1+C3                          | 6+6                            | 1+2                            | 37    | 6     |
| 2019-2020             | Celtic FC                     | Premier League        | 23          | 4           | 3               | 1               | 2                 | 2                 | -          | -          | C1+C3                          | 4+7                            | 0+1                            | 39    | 8     |
| 2020-2021             | Celtic FC                     | Premier League        | 14          | 1           | 0               | 0               | 0                 | 0                 | -          | -          | C1+C3                          | 2+7                            | 0+0                            | 23    | 1     |
| Sous-total            | Sous-total                    | Sous-total            | 87          | 13          | 9               | 4               | 8                 | 2                 | -          | -          | -                              | 43                             | 5                              | 147   | 24    |
| 2020-2021             | Olympique de Marseille (prêt) | Ligue 1               | 4           | 0           | 2               | 0               | -                 | -                 | -          | -          | -                              | -                              | -                              | 6     | 0     |
| 2021-2022             | Swansea City                  | Championship          | 37          | 4           | 1               | 0               | 0                 | 0                 | -          | -          | -                              | -                              | -                              | 38    | 4     |
| 2022-2023             | Swansea City                  | Championship          | 41          | 8           | 2               | 0               | 1                 | 0                 | -          | -          | -                              | -                              | -                              | 44    | 8     |
| Sous-total            | Sous-total                    | Sous-total            | 78          | 12          | 3               | 0               | 1                 | 0                 | -          | -          | -                              | 0                              | 0                              | 82    | 12    |
| Total sur la carrière | Total sur la carrière         | Total sur la carrière | 202         | 27          | 17              | 4               | 9                 | 2                 | -          | -          | -                              | 43                             | 5                              | 271   | 38    |

## Palmarès
Celtic FC
- Champion d'Écosse en 2018, 2019 et 2020
- Vainqueur de la Coupe d'Écosse en 2018 et 2019
- Vainqueur de la Coupe de la Ligue écossaise en 2018